# Fondazione Ohr Avner
Ohr Avner Foundation (in italiano: Fondazione Ohr Avner) è una fondazione filantropica costituita nel 1992 dal miliardario israeliano ed emigre della già Unione Sovietica, Lev Leviev ed è gestita dal suo direttore Rabbi David Mondshine. La fondazione è stata intitolata alla memoria del padre di Leviev, Rabbi Avner Leviev. Sostiene una vasta rete di istituzioni educative ebraiche in Russia e altri Paesi dell'Est, tra le quali scuole ebraiche, asili, centri di risorse didattiche e istituti di formazione per insegnanti.

## Storia
Mentre stanziamenti di comunità ebraiche nell'ex Unione Sovietica sono esistiti da secoli, la loro persecuzione religiosa raggiunse drammatiche vette in 72 anni di comunismo. Gli ebrei che cercavano di mantenere salda la propria fede e le proprie tradizioni venivano molestati e spesso arrestati, torturati e condannati ai lavori forzati o giustiziati. Le comunità rimanenti venivano decimate durante la seconda guerra mondiale - bombardamenti, fame e soprattutto, l'Olocausto sterminarono tre milioni di ebrei sovietici e lasciarono gli altri derelitti e abbandonati. Per la fine del XX secolo la vita ebraica era quasi del tutto cessata e anche quei pochi che praticavano l'ebraismo in segreto in molti casi possedevano una minima conoscenza del proprio ricco patrimonio culturale e religioso.

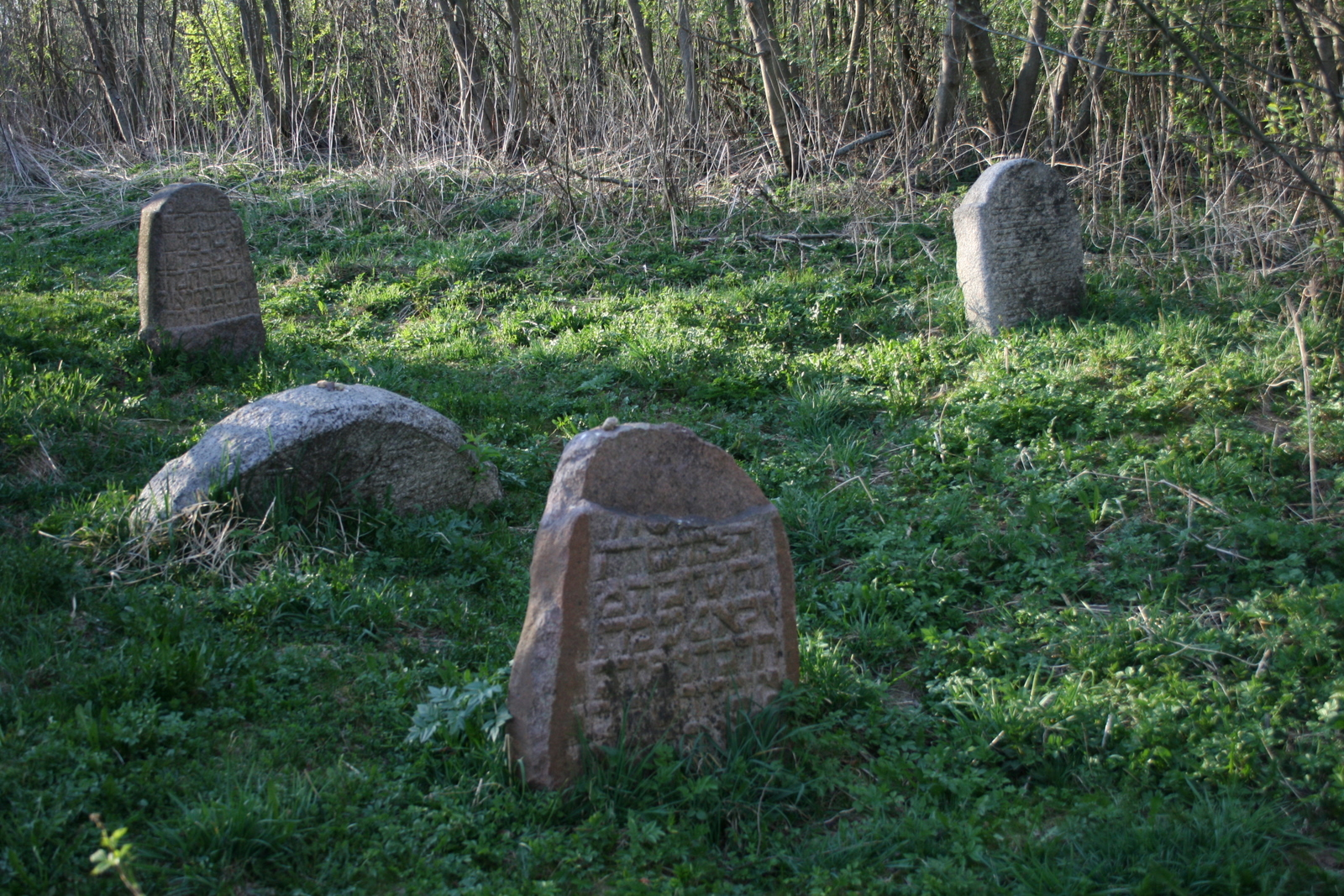
Tombe dei fondatori della comunità Chabad a Smolensk, in Russia.

Il Rebbe di Lubavitch, il rabbino Menachem Mendel Schneerson, lasciò la Russia sovietica nel 1927 e si trasferì negli Stati Uniti nel 1941. Da quell'anno diresse una vasta rete clandestina di istruzione ebraica, di preghiera e di aiuti umanitari dalla sua base a New York. Attivisti ebrei rischiarono la vita per mantenere viva la fede giudaica, eseguendo circoncisioni rituali in segreto, col contrabbando di haggadah e pane azzimo per la Pesach, consegnando cibo kosher agli affamati e praticando altri atti di coraggio e compassione.
Il crollo del sistema sovietico ha offerto alla terza più grande popolazione ebraica del mondo la possibilità di praticare liberamente il culto ebraico per la prima volta in sette decenni. Più di 1 milione di ebrei sovietici partirono per Israele e gli Stati Uniti, mentre almeno 2 milioni di ebrei rimasero nei Paesi dell'Est per ricostruire dalle rovine la vita della comunità ebraica con il generoso sostegno da parte della diaspora ebraica.
I veterani dei movimenti clandestini ebraici che sono rimasti, insieme a leader ebrei e decine di rabbini inviati da Chabad-Lubavitch, hanno iniziato la costruzione di una nuova infrastruttura di sinagoghe, centri comunitari e scuole per tutto quel vasto territorio dell'Est che si estende per dieci fusi orari. Centinaia di comunità ebraiche sono state così ripristinate.
Nel novembre 1998 i leader di queste comunità hanno riconosciuto la necessità di riunirsi in un'organizzazione solida ed efficiente e hanno conglobato le proprie risorse professionali, economiche e tecniche per costituire la Federazione delle Comunità Ebraiche (di cui Lev Leviev è presidente): la Fondazione Ohr Avner ne è una della maggiori rappresentanti.

## Le scuole
Ohr Avner Chabad Day School - in italiano Scuola Chabad Ohr Avner - si riferisce alla rete di scuole diurne ebraiche fondate e sostenute del filantropo e imprenditore israeliano Lev Leviev, gestite dal movimento religioso ebraico ortodosso chassidico Chabad Lubavitch, con sedi in varie zone dell'ex-Unione Sovietica.

### Sedi
Le scuole gestite da questa rete includono:
- Ohr Avner Chabad Day School del Tashkent - con sede nel Tashkent (Uzbekistan). Fondata nel 1995, è amministrata dalla Fondazione Ohr Avner. Nel 2005 annoverava circa 200 studenti.
- Ohr Avner Chabad Day School di Volgograd - con sede a Volgograd (Russia), anch'essa amministrata dalla Fondazione Ohr Avner. Inaugurata nel 2000 con 55 studenti al secondo piano di una scuola municipale. Nel 2004 si è spostata in un nuovo edificio affittato dall'amministrazione comunale; nel 2005 aveva 155 studenti. La scuola segue il programma di studi statale, ma con l'aggiunta di materie ebraiche, lingua inglese e computer. Gli studenti arrivano fino al diploma di scuola superiore.